# گمینا نوو ویشنگچ
گمینا نوو ویشنگچ (به لهستانی:  Gmina Nowy Wiśnicz) یک گمینا در لهستان است که در شهرستان بوخنگا واقع شده‌است. گمینا نوو ویشنگچ ۸۲٫۴۹ کیلومتر مربع مساحت و ۱۲٬۸۹۵ نفر جمعیت دارد.